# گمینا زاتور
گمینا زاتور (به لهستانی:  Gmina Zator) یک گمینا در لهستان است که در شهرستان اوشوینچیم واقع شده‌است. گمینا زاتور ۵۱٫۴۴ کیلومتر مربع مساحت و ۹٬۰۴۹ نفر جمعیت دارد.